# 朝鮮民主主義人民共和国の鉄道
朝鮮民主主義人民共和国の鉄道（ちょうせんみんしゅしゅぎじんみんきょうわこくのてつどう）では、朝鮮民主主義人民共和国（以下、北朝鮮）の鉄道について記す。

## 概要
北朝鮮の国民は、一部を除いて自家用車はなく、また高速バスなど他の陸上交通機関もほとんど存在しないため、タクシーか鉄道が都市間交通手段である。北朝鮮の鉄道網は、平壌を中心に高密度で形成され、西部路線、東部路線、北部路線、東西連結路線からネットワークが構成されている。2016年時点で鉄道総延長は約5,300kmで、路線の97%が単線だが約4,100kmが電化されており、電化率は80%と韓国の69%よりも高い。しかし、近年の発電用の重油などのエネルギー・電力不足の中で、この電化率の高さが逆に足枷となっている。2016年10月には、電力事情が極端に悪化して1日でたどり着ける区間が10日かかるといった極端な状況になった。
線路の軌道は標準軌と広軌、狭軌が併用されており、標準軌は60kg/m、50kg/m、38kg/m、狭軌は18kg/mの鋼鉄軌が使用されている。枕木は日本統治時代のもの、中国およびロシアの中古品、自国生産のものが混在するが、自国生産のものは品質が非常に低く、日本統治時代のものもかなり老朽化している。枕木は大部分が防腐処理の施されていない木製であり、コンクリート製の枕木は20 - 30%程度となっている。
国際列車としては、平壌 - 瀋陽 - 北京間でK27/28次列車が運行されている他、平壌 - 豆満江 - ハサン - ウスリースク駅 - ハバロフスク - モスクワ間を運行する列車が存在する。国際直通運転により、中国・モンゴル・ロシアの車両と類似している。北朝鮮の鉄道は電力事情の悪化で運転しているのは約10%で切符の枚数は少なく、特に地方から平壌行きの切符の入手は困難である。そして、鉄道員とどうしても乗りたい人民との間に賄賂が飛び交っているという。また線路の整備が非常に悪く、遅れも多いため、時刻表は役に立たず列車が来る時間が分からないのだという。
北朝鮮の鉄道は韓国・中国・ロシアにとってメリットとなるために、補修工事はそれらの国が投資をしている。韓国は北朝鮮の開城と平壌を結ぶ鉄道の改修・補修に2900億ウォン、道路の改修・補修に4400億ウォンの合わせて7300億ウォンが必要との見方を示した。2018年には南北朝鮮の合同チームが調査を行い、翌年に公表された報告書でも設備の老朽化が指摘されている。特に日本統治時代に造られた、完成から100年以上経っている橋が未だに使われており、亀裂や破損が確認されている。

## 歴史
朝鮮半島の鉄道路線のうち、6,531kmは日本統治時代までに敷設された。最初に敷設工事が完了したのは、1900年11月の京仁線である。その後、京義線の漢城 - 新義州間が1906年4月3日に開業した。
1910年の韓国併合後、日本は本格的に朝鮮半島北部で鉄道の建設を進めた。以後京元線が1919年、咸鏡線が1928年と順次開業し、平元線も1942年頃には開通した。1945年に第二次世界大戦が終結した時点で、傾斜の大きい京元線の福渓駅 - 新高山駅間（53.9km）と、金剛山電気鉄道の116.5kmが電化されていた。
北緯38度線以北はソ連の軍政下に置かれ、ソビエト連邦の援助で1949年に満浦線や平元線の一部で電化工事が始まっている。その後朝鮮戦争が勃発すると、鉄道は攻撃対象になりその多くが破壊されたが、ソ連や中華人民共和国の支援で復旧された。1964年には平義線の電化が完了し、軌道も37kg/mから50kg/mに重量化された。
1970年から江原線で電化工事が始まり、1986年に全区間で完了した。1990年代に入ってからはエネルギー不足や保線状況・車両の整備状況の悪化から運休・遅延が恒常化し、更には食糧事情悪化による買出しの乗客が増加し、多くの列車が荒廃・殺人的混雑の状況で運行されているといわれてきた。2003年に客車の大規模な新造を行ない、その後は窓ガラスがない車両は、少なくとも主要幹線では運行されていないようである（一部報道では、多くの車両がまだ荒廃状態であるとされていた）。
2010年代には、施設の老朽化が進行。また、停電も重なり長距離列車を中心に定時運行が難しくなった。2020年代に入ると新型コロナウイルス感染症の影響で人の移動が制限されたこともあり、さらに運行本数が減少した。一方、鉄道の軍事利用は進んでおり、2021年9月15日は、弾道ミサイル（KN-23）を貨車に搭載し、鉄軌道上から発射した際の写真が公開されている。
2020年には、世界的な新型コロナウイルス感染症の拡大を受け、国際列車の運行が止められたが、ロシアとの間の国際列車が運行区間は限られたものの2024年までに再開、中国との間の国際列車も2025年までに再開された。

## 車両
- 電気機関車
  - 赤旗型
  - 赤旗1号（5000〜5300番台）※「万景台型」と言われるものは、黄色、白または銀、赤の塗装をされた5000〜5300番台車両の愛称
  - 5400(90000)番台
  - 4000番台
  - 赤旗6号（6000番台）
  - 赤旗7号
  - 2000番台
  - 900番台
  - 800番台
  - 500番台
  - 170番台
  - 150番台
  - 先軍赤旗型
  - 先軍赤旗1号
  - 強行軍型
  - 三池淵型

- 内燃機関車
  - 100番台
  - 200番台
  - 300番台
  - 400番台
  - 500番台
  - 600番台(新星型)
  - 700番台(新星型)
  - 800番台(新星型)
  - 900番台
  - 3000番台(新星型)
  - 金星型(8001・8002)

- 外国製内燃機関車
  - CSE26-21型　フランスより新車として購入。因みにエンジンは米国製
  - TEM1型　ソ連より
  - BJ型　中国で使われなくなり払い下げられた。
  - DFH3型（東方紅型）　中国より。
  - DF1型（東風１型）　中国より。
  - 入換動車　ソ連の車両がベースだが、国内製造かは不明。
- 蒸気機関車
  - ミカサ型　元朝鮮総督府鉄道局
  - プレ型　元朝鮮総督府鉄道局
  - ナキハ型　元朝鮮総督府鉄道局（北東部咸鏡北道で見られた。狭軌用。）
  - 810型　元朝鮮鉄道（民営）
  - ミカイ型・ミカロ型　元南満洲鉄道
  - アメリカ軍用機S160型（マッカーサー型）　アメリカ製
  - 475･1型（475･1148～1172の25両）　チェコ･スロバキア製
  - Ｏ149型　ポーランド製
  - テンダ機424型（424･006～020計15両)　ハンガリー製
  - YeA型　ソ連製
  - FD20型　ソ連製
- 森林鉄道用機関車
  - P24型　ソ連製
  - Kp4型　ポーランド製
  - C2型蒸気機関車　中国製

- 客車
  - カ型＝一等座席車
  - ナ型＝上級座席車
  - タ型＝一般座席車
  - タチム型＝一般寝台車
  - ナチム型＝上級寝台車
  - シ型＝食堂車
  - ス型＝荷物車
- 貨車
  - ユ型＝有蓋車
  - ム型＝無蓋車
  - ウ型＝冷蔵車
  - ソ型＝家畜車
  - ト型＝鉱石車
  - ジョ型＝タンク車
  - チョ型＝長物車
  - タ型＝石炭車
  - パ型＝通風車
  - チャ型＝車掌車
  - ピ型＝非常車
  - ル型＝クレーン車
  - ヒタ型＝暖房車

- 電車
  - 主体号
  - 電車型機関車「赤旗」
  - 客車型電動車

## 北朝鮮の基幹路線

路線図

### 西部路線
- 平義線（平壌 - 新義州青年間224.8km）
- 平釜線（平壌 - 開城間199.3km）
- 平南線（平壌 - 平南温泉間89.6km）
- 平北線（定州青年 - 青水間120.7km）
- 平徳線（大同江 - 球場青年間192.3km）
- 満浦線（順川 - 満浦青年間303.4km）
- 甕津線（海州青年 - 甕津間40.4km）

### 東西連結線
- 青年伊川線（平山 - 洗浦青年間146.9km）

### 東部路線
- 平羅線（間里 - 羅津間785.6km）
- 江原線（高原 - 平康間145.8km）
- 咸北線（青岩 - 羅津間326.8km）
- 白茂線（白岩青年 - 茂山間187.4km）
- 白頭山青年線（吉州青年 - 恵山青年間141.6km）
- 金剛山青年線（安辺 - 金剛山青年間102.5km）

### 平壌市内交通
- 平壌地下鉄
  - 千里馬線
  - 革新線
- 平壌市軌道電車（路面電車）
- 平壌市無軌道電車（トロリーバス）
- 錦繍山太陽宮殿参拝用電動車（路面電車）

### 清津市内交通
- 清津市軌道電車

### 元山市内交通
- 元山葛麻海岸観光地区軌道電車

## 基幹路線以外の主要路線
- 黄海青年線（沙里院青年～海州青年 100.3km）
- 北部内陸線（満浦青年～恵山青年 249.2km）

## 運行形態
急行・準急行・鈍行の種別が存在し、客車は上級寝台（柔寝）・一般寝台（硬寝）・上級座席（軟席）・一般座席（硬席）に分けられると言う。輸送幹線は国際輸送の一環も担う平義線や平羅線だとされる。表定速度は平羅線など主要路線で30 - 60km/hであり、情報閉鎖国であるだけに資料なども少ないが、1993年（主体82年・平成5年）当時の優等列車としては、平羅線系統で平壌 - 清津 - 豆満江間の急行1・2列車や、平義線系統で平壌 - 新義州間の急行5・6列車などがあったとされ、前者は週に1・2本シベリア鉄道・ハバロフスク経由モスクワ行きの国際車両を、後者も同様に瀋陽経由北京・モスクワ行きの国際車両（北京行きは週に4本、モスクワ行きは1・2本）程度連結していたといわれる。
なお当時平壌 - 清津間（約710km）の所要時間は、急行1・2列車が下り17時間で上り14時間半、準急15・16列車（西平壌 - 清津 - 穏城）が下り21時間・上り20時間、鈍行を乗り継いで25 - 29時間程度だったようである。しかしながら、実際にはダイヤが守られないことも多く、特に線路や車両の整備状況が悪化した現在では、その半分から4分の1の距離に同様の時間を要したとの話もある。
また1993年頃の運賃は、当時の国民の平均月収が70 - 110ウォンであるのに対し、平壌 - 清津間急行の上級寝台が87ウォン、鈍行の一般座席が20ウォン程度だったとされている。現在ではインフレーションが進んだため、その200 - 300倍になったともいわれる。
国際列車としては、平壌～瀋陽～北京間でK27/28次列車が運行されている他、平壌～豆満江～ハサン～ウスリースク駅～ハバロフスク～モスクワ間を運行する列車が存在する。ロシア鉄道が担当する列車は、豆満江駅発着となっている。前者は外国人旅行者も北朝鮮を訪れる時に北京から乗車が可能であるが、国際列車の車両と一般国民の乗車する車両の間に食堂車が連結され、双方の列車の間での行き来ができないようになっている。これは北朝鮮の外国からの情報統制だと思われる。北朝鮮では最優等列車だとされるその平義線（京義線）の国際列車でも、新義州～平壌間に5～6時間（同区間は225kmで、表定速度は45～37.5km/h）程度を要している。後者はかつては外国人の乗車は不可能であったが、2018年に解禁された。平壌～豆満江間の平羅線の運行が不安定であるものの、月2往復運行されている。中国から国際貨物列車も走っている。また、平壌では地下鉄や路面電車・トロリーバスなども運行されている。
国民が乗車券を購入するには、住民登録証である「公民証」と、警察機構にあたる社会安全部が発行する旅行の目的を記した「旅行証明証」が必要で、旅行中も携帯していないと検札・安全部員巡回によって強制的に下車させられ、時には逮捕されて強制収容所に送られるという。昨今では、発行条件は食料事情の悪化などの要因で緩和されつつあるが、普通に申請すれば「旅行証明書」は発行まで1 - 2週間かかるという。しかし実際には、発行人にタバコやユーロ・円といった外貨などの賄賂を渡して1 - 2日で発行してもらっているのが、脱北者・亡命者の話として伝わっている。
なお、北朝鮮の鉄道は周辺諸国と比較して曲線区間が多く曲線半径も短いこともあって韓国より複線化率が低く、南満洲鉄道（満鉄）や朝鮮総督府鉄道から引き継がれた蒸気機関車も、現在は使われていないものの近年まで残っていたという（国境駅付近で現役との情報もあり）。また鉄道員には朝鮮人民軍とほぼ同じ階級制度を導入しているが、これは朝鮮戦争時の教訓で、戦時において軍と素早く連携しスムーズに物資を輸送するためとされる。

## 鉄道の歩み
| 西暦   | 月日                                            | 鉄道に関するできごと |
| ------ | ----------------------------------------------- | --- |
| 1899年 | 9/18                                            | 朝鮮半島で初の鉄道開通。（京仁鉄道（後の京仁線）、仁川～鷺梁津間）                                                      |
| 1906年 | 4/3                                             | 京義線京城～新義州開業。                                                                                                |
| 1911年 | 11/1                                            | 鴨緑江橋梁の完成。これにより日本〜朝鮮〜満洲の内地との連絡運輸開始。                                                    |
| 1914年 |                                                 | 京元線開通（龍山～元山）                                                                                                |
| 1923年 | 5/20                                            | 平壌で路面電車が開通。                                                                                                  |
| 1925年 | 8月                                             | 京城駅駅舎完成。 |
| 1927年 | 9/30                                            | 中朝国境を渡る三峰橋が、軽便規格で開通。                                                                                |
| 1928年 |                                                 | 咸鏡線開通。 |
| 1931年 | 7/1                                             | 金剛山電気鉄道が全線開通。                                                                                              |
| 1934年 |                                                 | 前述の三峰橋が標準軌に改軌。                                                                                            |
| 1937年 |                                                 | 東海線・元山～襄陽間開通。                                                                                              |
| 1944年 |                                                 | 京元線高山～福渓間54km電化完成。                                                                                        |
| 1945年 | 8/23                                            | 京元、京義、東海線が38度線で分断。                                                                                      |
| 1945年 | 8/25                                            | ソ連軍の命令により京義線は沙里院以北の運転となる。                                                                      |
| 1946年 | 8/10                                            | 北朝鮮臨時人民委員会が、鉄道業務、施設を国有化。                                                                        |
| 1948年 |                                                 | 満浦線价古～古仁の27km電化完成。                                                                                        |
| 1950年 | 12/31                                           | 京義線が南北分断。汗浦～汶山へ行く電車が米軍によって破壊される。                                                        |
| 1954年 | 2/5                                             | 中朝間直通列車運行協定調印。                                                                                            |
| 1954年 | 6/3                                             | 中国国鉄車両による平壌～北京間直通列車の運行開始。                                                                      |
| 1954年 | 6/17                                            | 大同江鉄橋開通。 |
| 1954年 | 9/25                                            | 江原線高山～平康間開通。                                                                                                |
| 1956年 | 5/25                                            | 陽徳峠の電化完成。 |
| 1956年 | 6月                                             | 鉱山用電気機関車を製造。                                                                                                |
| 1957年 | 6/15                                            | 元山鉄道工場客車職場操業開始。                                                                                          |
| 1958年 | 8/12                                            | 海州～下聖間を軽便軌から標準軌に改軌                                                                                    |
| 1959年 | 8/7                                             | 朝鮮とソ連の国境に親善橋が開通。                                                                                        |
| 1959年 | 8/29                                            | 西平壌鉄道工場（現：金鐘泰電気機関車連合企業所）操業開始。                                                              |
| 1960年 | 3/31                                            | 平羅線明川～芦洞間電化開通。                                                                                            |
| 1961年 | 8月                                             | 国産初の電気機関車「赤旗1型」完成。                                                                                     |
| 1962年 | 4/23                                            | 平壌駅前無軌道電車（トロリーバス)開通。                                                                                 |
| 1963年 | 5/10                                            | 元山鉄道工場で、万能有蓋貨車551型が製造される。                                                                         |
| 1963年 | 9/7                                             | 無軌道電車が平壌～烽火～毛沢東広場間で開通。                                                                            |
| 1968年 | 11/1                                            | 高原～洪原間電化完成。                                                                                                  |
| 1968年 | 11/29                                           | 平壌地下鉄工事開始。 |
| 1970年 | 10/10                                           | 平羅線明川～清津間電化完了。                                                                                            |
| 1970年 | 10/20                                           | 清津市で、無軌道電車が開通。                                                                                            |
| 1972年 | 10/10                                           | 東西連絡路線、青年伊川線（洗浦～平山間）開通。                                                                          |
| 1973年 |                                                 | 平羅線羅津～清津間の電化完成。                                                                                          |
| 1973年 | 9/6                                             | 平壌地下鉄千里馬線、赤星～烽火間開通。                                                                                  |
| 1975年 | 10月                                            | 平壌地下鉄革新線、革新～楽園間が開通。                                                                                  |
| 1978年 | 9月                                             | 平壌地下鉄革新線、革新～光復間が開通。                                                                                  |
| 1982年 |                                                 | 北部内陸線（恵山満浦青年線）の建設を開始。                                                                              |
| 1983年 |                                                 | 平壌～北京の国際列車を北朝鮮側の車両も運行を開始する。                                                                  |
| 1985年 | 2/16                                            | 高原～鳳山、吉州～恵山、新安州～熙川、大同江～新成川、羅津～豆満江 平壌～南浦、古仁～満浦間をはじめ1500kmの電化を宣言。 |
| 1986年 | 6/24                                            | 西海閘門の完成により、鉄鉱～新寧里間開通。                                                                              |
| 1987年 |                                                 | 平壌〜モスクワの国際列車の運行開始。                                                                                    |
| 1987年 | 4/10                                            | 平壌地下鉄万景台線、烽火～復興間通。                                                                                    |
| 1988年 | 7月                                             | 路面電車の研究開発を開始。                                                                                              |
| 1988年 | 北部内陸線工事が完成。                          | |
| 1989年 | 9/1                                             | 白頭山地上軌道索道が竣工（ケーブルカー）。                                                                              |
| 1990年 | 5月                                             | 軌道電車「青年前衛号｣完成。                                                                                             |
| 1991年 | 4/15                                            | 平壌市電1号線(万景台～平壌駅～松新間）開通。                                                                            |
| 1992年 |                                                 | 赴戦湖付近の電化工事完成。                                                                                              |
| 1992年 | 4月                                             | 平壌市電2号線(紋繍〜楽浪～土城間）開通。                                                                                |
| 1992年 | 鉄道近代化計画の始動(茂山～恵山間鉄道の整備）。 | |
| 1994年 |                                                 | 平壌市電3号線(西平壌～楽浪間)開通。                                                                                     |
| 1995年 |                                                 | 会寧・南陽等中朝国境地帯を通る路線の電化工事完成。                                                                      |
| 1995年 | 7/8                                             | 錦繍山記念宮殿への参拝軌道電動車(龍北洞駐車場～錦繍山記念宮殿間)開通。                                                  |
| 1997年 | 4/15                                            | 金剛山青年線の電化工事完成。                                                                                            |
| 1998年 |                                                 | ｢強行軍｣型電気機関車が11両製造される。                                                                                  |
| 1998年 | 6/23                                            | ｢主体号｣電車が平壌～裴山店間で運転開始。                                                                                |
| 1999年 | 7/2                                             | 清津市電（南清津～鳳泉洞間）開通。                                                                                      |
| 2000年 | 9/18                                            | 南北鉄道連絡事業にのっとり開城～汶山間の韓国側起工式。                                                                  |
| 2001年 | 9/30                                            | 韓国側京義線汶山～臨津江間運行再開。                                                                                    |
| 2002年 |                                                 | 平壌発恵山行電車に新型車両を導入。                                                                                      |
| 2002年 | 2/12                                            | 韓国側京義線、臨津江～都羅山間運行再開。                                                                                |
| 2002年 | 10/14                                           | 平壌中心街の再開発に着手。それに伴い平壌駅～船橋間の電車軌道の撤去を決定。                                              |
| 2002年 | 東部地区鉄道路線の近代化の完了宣言。            | |
| 2003年 | 6/14                                            | 京義線と平釜線、金剛山青年線と東海線で線路が連結。                                                                      |
| 2003年 | 9/9                                             | 平壌直轄市軌道電車の軌道の撤去が完了。栄光通りの整備が完成。                                                            |
| 2004年 | 4/22                                            | 平義線龍川駅付近にて大規模爆発事故が発生(死傷者約3100人)。                                                              |
| 2004年 | 4/28                                            | 龍川駅を簡易復旧。中朝国際列車の運行再開。                                                                              |
| 2005年 |                                                 | 平壌駅改修工事実施。 |
| 2006年 | 3                                               | 京義線と平釜線の連結工事終了。                                                                                          |
| 2006年 | 5/25                                            | 南北間鉄道試験運行が前日に北朝鮮側の通達により取りやめになる。                                                          |

## 金正日専用の特別列車
国防委員長・朝鮮労働党中央委員会総書記であった金正日は、飛行機嫌いと言われており、金正日は1983年、2000年、2001年、2004年、2006年、2010年の中国訪問、2001年、2002年、2011年のロシア訪問では専用の特別列車を使った。外遊の帰りには金正日を乗せた列車が平義線（京義線）龍川駅を通過したしばらく後に爆発事故（龍川駅列車爆発事故）が発生しており、「金正日を狙ったテロではないか」といった噂も流れた。
列車内は金正日のほかに幹部・側近、秘書、映像課職員、料理人、医師、大勢の警備隊を乗せ、万が一の事故や客車防御を考慮して列車は前後にディーゼル機関車を挟むプッシュプルで運行する。国内のみだと思われるが、特別列車の存在を隠すため、本列車発車2時間前と2時間後にカムフラージュのための列車が運行される。特別列車が運行する時は国内の通常ダイヤが特別ダイヤ（遅延）に変更され、特別列車の通過まで列車の移動や一般人のホームへの立ち入りを制限する。
また、ダイヤを変更するのは国内だけでなく中国及びロシアも金正日の特別列車に合わせた特別ダイヤに変更する。ロシア訪問の際は、列車のスピードを40 - 50km/h程度に制限して徐行運転していたため、シベリア鉄道に大幅な遅れや運休が生じ、シベリア鉄道当局は、それにより旅程を狂わされた人々から訴えが起こされ、賠償金を払わざるを得なかった。
同様の列車は、2011年の金正日の死後も運行され、後継者の金正恩も最高指導者就任後の初外遊で父の金正日に倣って中国を訪れる際に利用するも、同年5月7日の訪中では政府専用機（Il-62）を初めて外遊に利用した。

## 平壌にある鉄道関連観光施設
- 鉄道省革命事跡館
北朝鮮建国以来の鉄道事績について、多くのジオラマや写真を使用して展示している。第二次世界大戦前の朝鮮半島に存在した金剛山電気鉄道で使用されていた電車も、金日成が戦後乗車したことがあるために1両が展示されている。
- 地下鉄道建設博物館
平壌地下鉄の建設事績について展示
- 三大革命展示館
「思想・技術・文化」の各方面についての革命事跡について展示。いくつかの館があり、その中の「重工業館」には自国で製造した電気機関車・ディーゼル機関車・客車・貨車・路面電車などが展示されている。また、万景峰号の大型模型もある。

## 参考資料
- 東アジア貿易研究会、日本貿易振興機構『2014年度 最近の北朝鮮経済に関する調査 (PDF)』（レポート）、2015年。
- 国分隼人『将軍様の鉄道 北朝鮮鉄道事情』新潮社、2007年。ISBN 9784103037316。